# سوی موفرفری
سوی موفرفری (به انگلیسی: Curly Sue) فیلمی محصول سال ۱۹۹۱ و به کارگردانی جان هیوز است. در این فیلم بازیگرانی همچون جیم بلوشی، کلی لینچ، الیسن پورتر، جان گتز، فرد تامپسون، برانزکومب ریچموند، گیل باگز، باربارا تارباک، جان اشتون، کامرون تور، ادی مک‌کلرگ، استیو کرل ایفای نقش کرده‌اند.